# Asiatici ricchi da pazzi
Asiatici ricchi da pazzi (Crazy Rich Asians) è un romanzo satirico-chick lit del 2013 dello scrittore singaporiano Kevin Kwan.
Si tratta del primo romanzo della trilogia Crazy Rich Asians, seguito da La fidanzata cinese (China Rich Girlfriend) e Rich People Problems (attualmente inedito in Italia).

## Trama
Il romanzo inizia con una citazione del viaggiatore marocchino del XIV secolo Ibn Baṭṭūṭa: «In nessun luogo al mondo si trovano persone più ricche dei cinesi.»
Il libro si concentra su Rachel Chu, Nicholas (Nick) Young, Eleanor Young, Astrid Leong ed Edison Cheng. La storia ruota attorno al sontuoso matrimonio del più ambito scapolo di Singapore, Colin Khoo, e della supermodella Araminta Lee, che tutti definiscono "il matrimonio del secolo".

### Rachel e Nick partono da New York per Singapore
Rachel e il suo fidanzato Nick lavorano entrambi come professori alla New York University. Rachel è cresciuta con sua madre single Kerry e conduce una vita tipicamente da classe media. Quando Nick decide di portarla a Singapore per farle conoscere la sua famiglia, lei non ha idea di cosa l’aspetta: nessuno a New York sa che Nick appartiene a una delle dieci famiglie più ricche dell’Asia. Nonostante l'estrema agiatezza di cui può disporre, Nick è cresciuto in modo umile e riservato, e per questo è sicuro che la sua famiglia approverà la sua relazione con Rachel.
Eleanor Young è la madre autoritaria di Nick, ed è ossessionata dal prestigio e dall’orgoglio. Fin dalla nascita del figlio, ha permesso alla suocera Su Yi, la matriarca della famiglia Young, di crescerlo praticamente da sola, nella speranza che un giorno gli lasci l’intera eredità di famiglia. Per questo motivo, Eleanor è stata poco coinvolta nella crescita del figlio e non vive insieme al marito, che si è trasferito in Australia per gestire gli affari familiari. Eleanor è determinata a far sì che Nick sposi una ragazza della ristretta cerchia delle sue amiche ricche e decide di sabotare la relazione tra Nick e Rachel. Assume un investigatore privato per scoprire la verità sulla famiglia di Rachel, e usa le informazioni ottenute per cercare di allontanarla da Nick. Ma il piano le si ritorce contro, e Nick decide di tagliare i ponti con lei. Rachel rimane scioccata nello scoprire chi è suo padre, Zhou Fang Min, un imprenditore che a causa di scelte scellarete ha causato un grave incidente edile ed è da tempo in carcere; Rachel va a stare dalla sua amica Goh Peik Lin e la sua famiglia.

### Astrid Leong
Astrid è la famosa cugina di Nick, nota per la sua bellezza non convenzionale in tutta l’Asia. Sebbene mantenga un'immagine perfetta davanti alla famiglia e alla società, il suo matrimonio è in crisi. Suo marito Michael Teo, giovane imprenditore che si è fatto da solo, viene guardato dall'alto in basso perché non proviene da una famiglia ricca. Astrid sospetta che lui abbia una relazione a Hong Kong; quando lo affronta, Michael le dice di avere un’amante e la lascia. Con l’aiuto dell’ex fidanzato Charlie Wu, Astrid va a Hong Kong e affronta di nuovo Michael. Astrid scopre che in realtà Michael non ha mai avuto una relazione, ma ha finto di tradirla affinché lei chiedesse il divorzio, poiché lui non riesce più a sopportare di essere considerato una nullità dalla sua famiglia. Nel tentativo estremo di salvare il loro matrimonio e rendere Astrid felice, Charlie, ancora innamorato di lei, acquista segretamente delle quote della startup di Michael a un prezzo esorbitante.

### Edison Cheng
Edison è il cugino viziato di Nick, banchiere a Hong Kong. È uno dei pochi membri della famiglia a rispecchiare davvero il proprio status di erede di una delle famiglie più ricche del mondo. Desidera impressionare tutti al matrimonio, ma i suoi piani falliscono a causa della sua famiglia, in particolare del fratello minore Alistair, che frequenta Kitty Pong, un’attrice di dubbia reputazione. Alistair e Kitty si fidanzano brevemente, ma lei lo lascia per Bernard Tai, figlio di un miliardario, dopo che Oliver T’Sien, un altro cugino di Nick, la convince erroneamente che i Cheng non sono così ricchi come sembrano.

### Rachel e Nick pensano di lasciarsi a Singapore
Rachel e Nick litigano. Nick cerca di convincerla a restare con lui, dicendole che non gli importa più delle aspettative della sua famiglia e della società. Rachel però non gli crede, affermando che anche se provano a ignorare l’eredità familiare, non potranno mai sfuggirvi davvero. Nick le dice che vuole che i loro futuri figli crescano amati e apprezzati dai parenti, non in una famiglia che mette al primo posto la ricchezza, il prestigio e le conoscenze. Nonostante questo, Rachel lo lascia e Nick, che sente di averla l’ha persa, si trasferisce temporaneamente a casa di Colin. A casa dei Goh, Rachel telefona sua madre Kerry. Rachel vuole sapere perché Kerry non le ha mai detto chi fosse suo padre biologico, Fang Min. Quando Kerry cerca di spiegare che era un uomo violento e che ha dovuto scappare per salvarle la vita, Rachel la incolpa delle sue azioni e interrompe bruscamente la telefonata.
Mentre è ospite da Colin, Nick si pente di aver portato Rachel a Singapore senza prepararla ad affrontare la sua famiglia poiché, invece di accettarla, i suoi parenti sono riusciti a metterla contro di lui. Ne parla con l'amico, pensando che forse deve lasciar nadare Rachel, ma Colin gli suggerisce di lottare per lei e tentare un ultimo gesto per riconquistarla. Mentre Rachel e Peik Lin stanno per andare a incontrare Fang Min, Nick le ferma e le dice di averle portato qualcosa dalla Cina. Con grande rabbia, Rachel scopre che si tratta di sua madre, che lui ha fatto venire a Singapore. Furiosa con entrambi, dice a Kerry di lasciarla in pace e che vuole solo incontrare suo padre. In un ultimo tentativo di spiegarsi, Kerry le rivela la verità: Fang Min non è il suo vero padre. Infatti, il suo vero padre è un uomo che si chiama Kao Wei. Rachel decide di ascoltare finalmente sua madre, che le racconta degli abusi subiti da Fang Min e di come Kao Wei l’abbia aiutata a scappare negli Stati Uniti d'America, dove ha trovato rifugio presso dei parenti. Comprendendo il dolore che sua madre ha vissuto, Rachel si pente del suo comportamento e si riconcilia con lei. Nick porta le due donne al casinò-resort Marina Bay Sands per bere dei Singapore Sling. Rachel e Nick tornano insieme.

## Adattamento cinematografico
Nel 2018 è stata distribuito l'adattamento cinematografico Crazy & Rich (in lingua originale, il titolo è lo stesso del romanzo: Crazy Rich Asians), diretto da Jon M. Chu e scritto da Peter Chiarelli e Adele Lim.
I personaggi principali sono interpretati da Constance Wu (Rachel Chu), Henry Golding (Nick Young), Gemma Chan (Astrid Leong), Lisa Lu (Shang Su Yi), Awkwafina (Goh Peik Lin), Harry Shum Jr. (Charlie Wu), Ken Jeong (Goh Wye Mun), Michelle Yeoh (Eleanor Young), Sonoya Mizuno (Araminta Lee), Chris Pang (Colin Khoo), Jimmy O. Yang (Bernard Tai), Ronny Chieng (Edison Cheng), Remy Hii (Alistair Cheng), Nico Santos (Oliver T'sien) e Jing Lusi (Amanda Ling).